# Tàngara blau-i-groga
La tàngara blau-i-groga (Rauenia bonariensis) és un ocell de la família dels tràupids (Thraupidae).

## Hàbitat i distribució
Habita el bosc obert, matolls, clars del bosc, sabana i ciutats de les terres baixes i muntanyes a l'oest de l'Equador, Perú, ambdues vessants dels Andes, Bolívia i nord de Xile; Paraguai a Uruguai sud del Brasil, i nord de l'Argentina.

## Taxonomia
Aquesta espècie va ser inclosa la gènere Pipraeidea però actualment l'IOC el classifica al monotípic gènere Rauenia Wolters 1981, arran els treballs de Piacentini 2017.
A banda, alguns autors consideren que la població occidental pertany a una espècie diferent:
- Pipraeidea (o Rauenia) darwini (Bonaparte, 1838) – tàngara de Darwin[5]